# Hans Wölpert
Hans Wölpert   (Múnic, 13 de maig de 1898 - Múnic, 1 de gener de 1957) fou un aixecador alemany que va competir durant la dècada de 1920 i 1930.
El 1928 va prendre part en els Jocs Olímpics d'Amsterdam, on guanyà la medalla de bronze en la prova del pes ploma, per a aixecadors amb un pes inferior a 60 kg, del programa d'halterofília. Quatre anys més tard, als Jocs de Los Angeles, guanyà la medalla de plata en la mateixa prova del programa d'halterofília.
En el seu palmarès també destaca el Campionat d'Europa d'halterofília del pes ploma de 1921 i 1933 i la medalla de plata en el de 1930. També destaquen quatre campionats nacionals i 15 rècords del món.